# Twierdzenie Dirichleta o liczbach pierwszych
Twierdzenie Dirichleta o liczbach pierwszych w postępach arytmetycznych – twierdzenie teorii liczb, które orzeka, że w każdym ciągu arytmetycznym postaci {\displaystyle a+qn} {\displaystyle (n=0,1,2,\dots )} występuje nieskończenie wiele liczb pierwszych pod warunkiem, że {\displaystyle (a,q)=1} (zapis {\displaystyle (x,y)} oznacza największy wspólny dzielnik liczb {\displaystyle x} i {\displaystyle y}). Dokładnie, twierdzenie to mówi, że gęstość naturalna liczb pierwszych w ciągu arytmetycznym {\displaystyle a+qn} w stosunku do wszystkich liczb pierwszych wynosi {\displaystyle \varphi (q)^{-1},} gdzie {\displaystyle \varphi } oznacza tocjent Eulera.

## Treść twierdzenia
Niech {\displaystyle \pi (x;q,a)} będzie funkcją zliczającą liczby pierwsze {\displaystyle p\leqslant x,} {\displaystyle p\equiv a({\text{mod }}{q})} Wówczas prawdziwa jest równość
{\displaystyle \lim _{x\to \infty }{\frac {\pi (x;q,a)\log x}{x}}={\frac {1}{\varphi (q)}},}
przy czym {\displaystyle \log x} oznacza logarytm naturalny z {\displaystyle x.} Treść twierdzenia Dirichleta jest silniejsza od twierdzenia o liczbach pierwszych, które, dla porównania, oznajmia, że
{\displaystyle \lim _{x\to \infty }{\frac {\pi (x)\log x}{x}}=1.}

## Dowody
Oryginalny dowód twierdzenia Dirichlet przeprowadził, wykorzystując analizę miejsc zerowych L-funkcji.
W 1948 r. Atle Selberg przedstawił w Annals of Mathematics dowód elementarny, oparty na swoim wcześniejszym elementarnym dowodzie twierdzenia o liczbach pierwszych. Oba bazowały na zależności
{\displaystyle \sum _{p\leqslant x}{\frac {\log p}{p}}=\log x+O(1)}
(gdzie suma jest wyłącznie po liczbach pierwszych {\displaystyle p\leqslant x}). Selberg w swoim rozumowaniu wykorzystał funkcję {\displaystyle \theta (n),} przyjmującą niezerowe wartości dla {\displaystyle n} mających 1 lub 2 dzielniki pierwsze oraz równą 0 dla wszystkich {\displaystyle n} o {\displaystyle \geqslant 3} dzielnikach pierwszych, ponadto zdefiniował wagi {\displaystyle \lambda _{d},} takie, że
{\displaystyle \theta (n)=\sum _{d|n}\lambda _{d}.}
W 1950 r. Harold N. Shapiro opublikował dowód oparty również na powyższej zależności asymptotycznej, korzystający jedynie z elementarnych przekształceń, charakterów Dirichleta i własności L-funkcji, niewymagający definiowania dodatkowych funkcji ani znajomości analizy zespolonej.

## Silniejsze wyniki

### Rozbieżność szeregu odwrotności
Wykorzystując rozumowanie Shapira, można wykazać zależność
{\displaystyle \sum _{\begin{array}{c}p\leqslant x\\p\equiv a({\text{mod }}{q})\end{array}}{\frac {1}{p}}={\frac {1}{\varphi (q)}}\log \log x+A+O\left({\frac {1}{\log x}}\right)}
dla pewnej stałej {\displaystyle A} zależnej od {\displaystyle a} i {\displaystyle q,} która implikuje rozbieżność szeregu odwrotności liczb pierwszych {\textstyle p\equiv a({\text{mod }}{q}),} a to pociąga za sobą prawdziwość twierdzenia Dirichleta. Implikacja odwrotna nie jest trywialna i nie musiałaby być prawdziwa (tak jak np. istnieje nieskończenie wiele kwadratów liczb naturalnych, ale suma szeregu ich odwrotności jest skończona).

### Twierdzenie Siegela-Walfisza
Twierdzenie Siegela-Walfisza dostarcza dokładniejszego opisu ilościowego funkcji {\displaystyle \pi (x;q,a).} Dokładnie twierdzenie to oznajmia, że jeśli {\displaystyle N} jest dowolnie wybraną liczbą rzeczywistą, to istnieje stała {\displaystyle C_{N}} taka, że jeśli {\displaystyle (a,q)=1,} to dla wszystkich {\displaystyle x} takich, że {\displaystyle q\leqslant (\log x)^{N}} zachodzi
{\displaystyle \pi (x;q,a)={\frac {{\text{Li}}(x)}{\varphi (q)}}+O\left({\frac {x}{\exp \left({\frac {C_{N}}{2}}{\sqrt {\log x}}\right)}}\right).}

### Uogólniona hipoteza Riemanna
Przy założeniu prawdziwości uogólnionej hipotezy Riemanna można wykazać, że błąd w szacowaniu {\displaystyle \pi (x;q,a)} spełnia zależność
{\displaystyle \left|\pi (x;q,a)-{\frac {\pi (x)}{\varphi (q)}}\right|=O({\sqrt {x}}\log(qx)).}

### Twierdzenie Bombieriego-Winogradowa
Twierdzenie Bombieriego-Winogradowa opisuje zachowanie błędu w szacowaniu {\displaystyle \pi (x;q,a),} uśrednionego dla wielu ciągów arytmetycznych.
Jeśli {\displaystyle A>0} oraz {\displaystyle Q>0} są dowolnymi stałymi, a {\displaystyle x} spełnia nierówności
{\displaystyle {\frac {\sqrt {x}}{(\log x)^{A}}}\leqslant Q\leqslant {\sqrt {x}},}
to prawdziwa jest zależność
{\displaystyle \sum _{q\leqslant Q}\max _{(a,q)=1}\max _{y\leqslant x}\left|\pi (y;q,a)-{\frac {\pi (y)}{\varphi (q)}}\right|=O\left({\frac {x}{(\log x)^{A}}}\right).}
Twierdzenie to jest znaczącym wynikiem udowodnionym z wykorzystaniem teorii sit i często może stanowić substytut dla uogólnionej hipotezy Riemanna w dowodach innych twierdzeń.